# Козарно
Козарно (словен. Kozarno) — поселення в общині Брда, Регіон Горишка, Словенія. Висота над рівнем моря: 142,7 м.